# Криничківська сільська рада
Криничкі́вська сільська́ ра́да — орган місцевого самоврядування в Гощанському районі Рівненської області. Адміністративний центр — село Кринички.

## Загальні відомості
- Криничківська сільська рада утворена в 1940 році.
- Територія ради: 31,895 км²
- Населення ради: 788 осіб (станом на 2001 рік)
- Територією ради протікає річка Горинь.

## Населені пункти
Сільській раді підпорядковані населені пункти:
- с. Кринички
- с. Річиця
- с. Ючин

## Склад ради
Рада складається з 14 депутатів та голови.
- Голова ради: Коваль Олена Василівна
- Секретар ради: Степанюк Таїсія Адамівна

### Керівний склад попередніх скликань
| ПІБ                    | Основні відомості                                                    | Дата обрання | Дата звільнення |
| ---------------------- | -------------------------------------------------------------------- | ------------ | --------------- |
| Гамула Микола Іванович | Сільський голова, 1941 року народження, безпартійний                 | 26.03.2006   | 02.02.2009      |
| Коваль Олена Василівна | Сільський голова, 1967 року народження, освіта, член Народної партії | 02.08.2009   | 31.10.2010      |
| Коваль Олена Василівна | Сільський голова, 1967 року народження, член Народної партії         | 31.10.2010   |                 |

Примітка: таблиця складена за даними сайту Верховної Ради України